# Calamaria borneensis
Espèce
Statut de conservation UICN

 LC  : Préoccupation mineure
Calamaria borneensis  est une espèce de serpents de la famille des Colubridae.

## Répartition
Cette espèce est endémique de Bornéo. Elle se rencontre au Kalimantan en Indonésie et en Malaisie orientale.

## Étymologie
Son nom d'espèce, composé de borne[o] et du suffixe latin -ensis, « qui vit dans, qui habite », lui a été donné en référence au lieu de sa découverte.

## Publication originale
- Bleeker, 1860 : Over de reptilien-fauna van Sumatra. Natuurkundig tijdschrift voor Nederlandsch Indië, Batavia, vol. 21, p. 284-298 (texte intégral).